# Małgorzata II
Małgorzata II (duń. Margrethe Alexandrine Þorhildur Ingrid; ur. 16 kwietnia 1940 w Kopenhadze) – królowa Danii od 14 stycznia 1972 do 14 stycznia 2024. Jej pięćdziesięciodwuletnie panowanie uczyniło ją drugim najdłużej panującym duńskim monarchą w historii, po Christianie IV Oldenburgu. Abdykowała 14 stycznia 2024 roku na rzecz najstarszego syna.
Urodziła się jako najstarsza córka króla Danii, Fryderyka IX, oraz jego żony, Ingrydy Szwedzkiej. Następczynią do duńskiego tronu została dopiero w wieku trzynastu lat, gdy w 1953 roku duński parlament zaakceptował zmiany w prawie sukcesyjnym, które wprowadziły równość płci w dziedziczeniu tronu.
W 1967 roku poślubiła francuskiego dyplomatę, Henryka de Laborde de Monpezata (1934-2018). Ma z nim dwóch synów – króla Fryderyka X (ur. 1968) i księcia Joachima (ur. 1969). Płynnie posługuje się językami angielskim, francuskim, niemieckim i szwedzkim.

## Życiorys

### Narodziny i chrzest

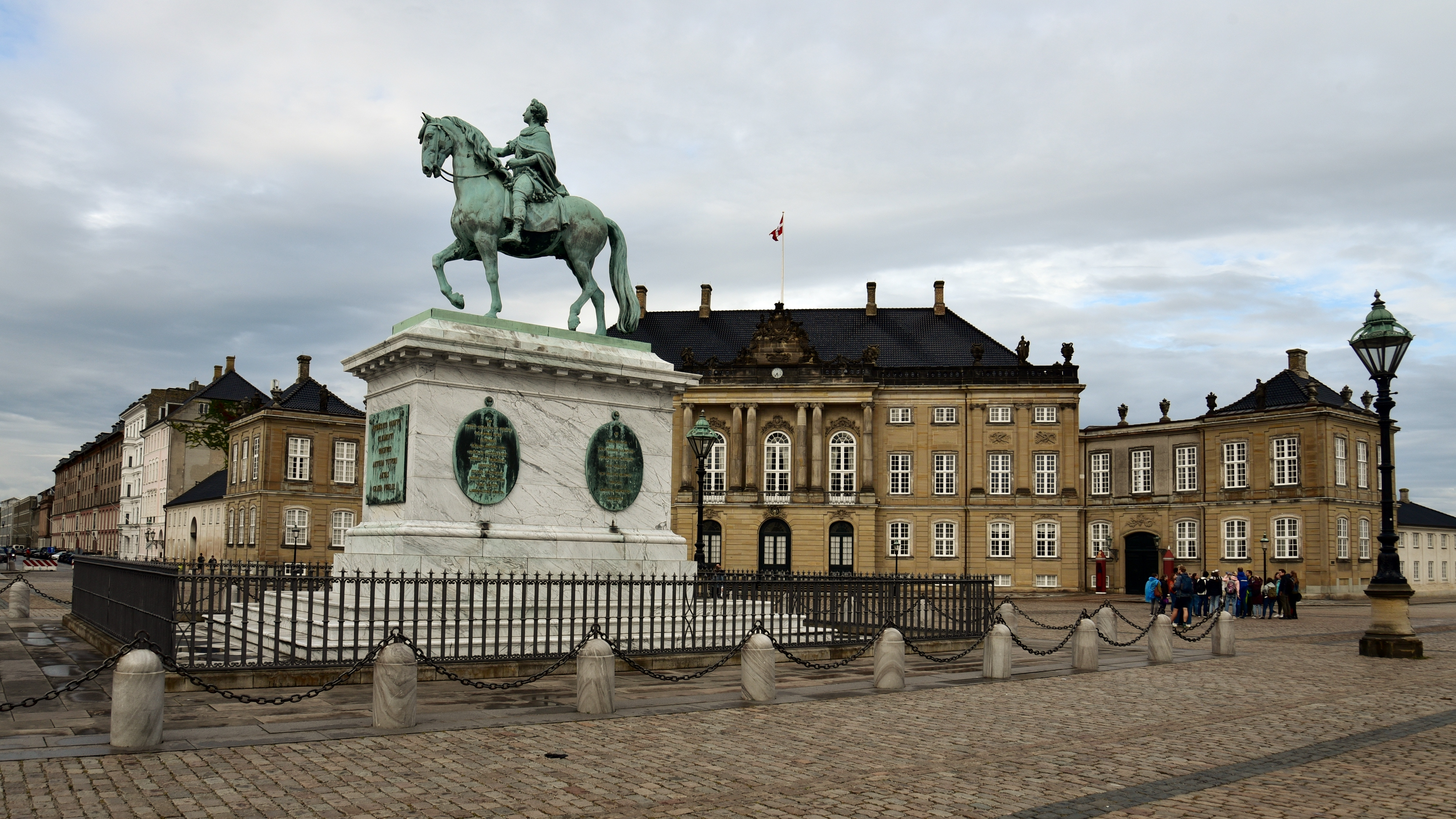
Pałac Fryderyka VIII znajdujący się w kompleksie pałacowym Amalienborg w Kopenhadze, gdzie narodziła się Małgorzata

Urodziła się 16 kwietnia 1940 roku w Pałacu Fryderyka VIII znajdującym się w kompleksie pałacowym Amalienborg w Kopenhadze jako pierwsze dziecko ówczesnego następcy tronu, późniejszego króla Danii, Fryderyka IX, oraz jego żony, Ingrydy Bernadotte.
Jej narodziny miały miejsce zaledwie tydzień po agresji hitlerowskich Niemiec na Danię.
Otrzymała imiona Małgorzata Aleksandra Þorhildur Ingryda (duń. Margrethe Alexandrine Þorhildur Ingrid). Pierwsze imię otrzymała po swojej babce ze strony matki, Małgorzacie z Connaught. Imię to nosiła również Małgorzata I, władczyni Danii, Szwecji i Norwegii. Drugie imię otrzymała po swojej babce ze strony ojca, królowej Danii, Aleksandrze meklemburskiej. Trzecie imię, Þorhildur, ma pochodzenie islandzkie i otrzymała je, ponieważ władca duński był jeszcze wówczas królem Islandii. Ostatnie imię otrzymała po swojej matce, Ingrydzie Bernadotte. Ze względu na to, że swoje pierwsze imię otrzymała po babce ze strony matki, odziedziczyła po niej również swoje przezwisko – „Daisy”.
Została ochrzczona 14 maja 1940 roku w kościele Holmen w Kopenhadze. Jej rodzicami chrzestnymi zostali: jej dziadek, Chrystian X (król Danii), jej stryj, Kanut (książę Danii), jej pradziadek, Artur (książę Connaught i Strathearn), a także: Axel (książę Danii), Gustaw V (król Szwecji), Gustaw Adolf (późniejszy król Szwecji jako Gustaw VI Adolf) oraz Gustaw Adolf (książę Västerbotten).

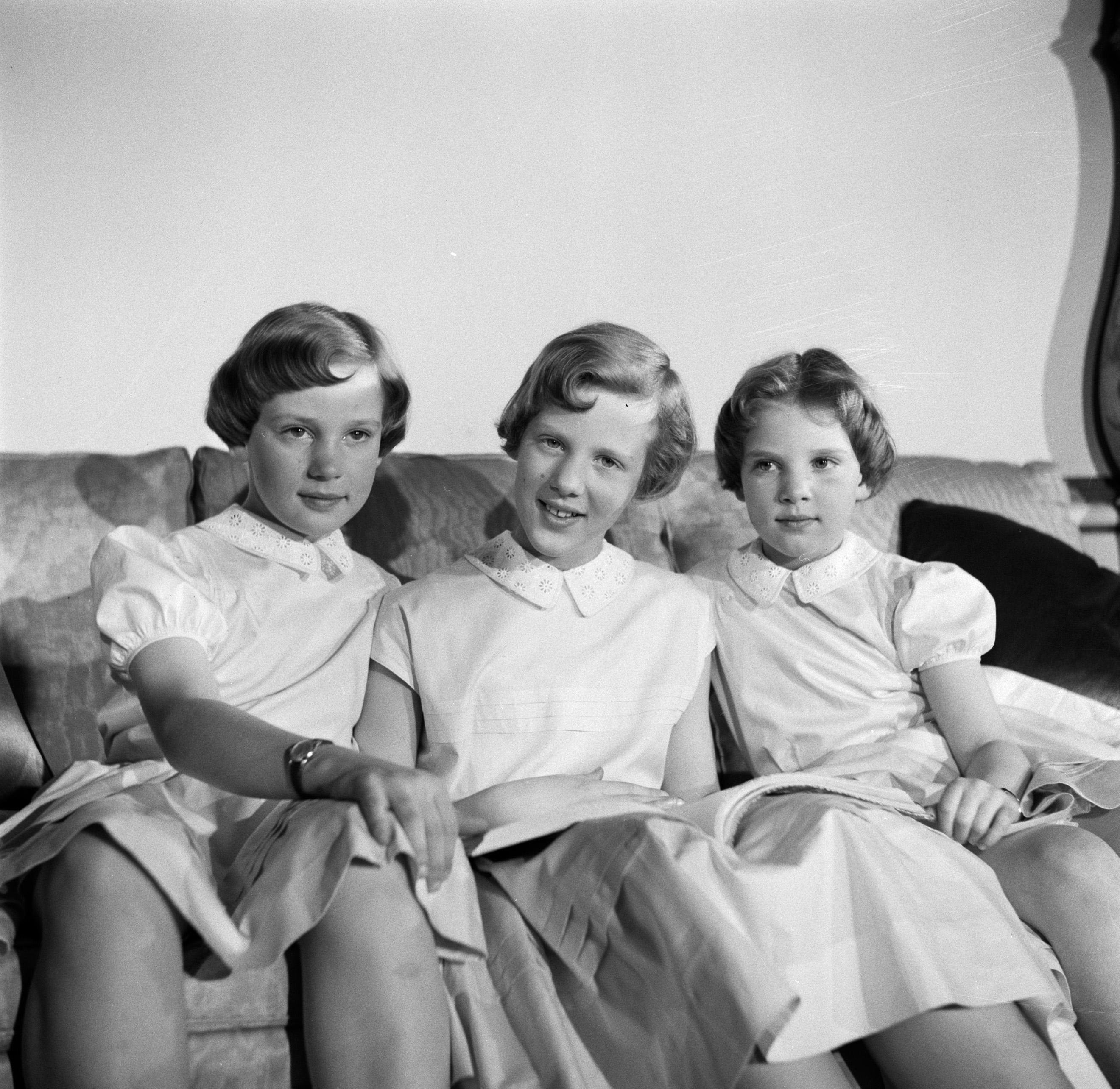
Małgorzata z młodszymi siostrami, Benedyktą i Anną Marią (1954)

Małgorzata ma dwie siostry – Benedyktę (ur. 1944) i Annę Marię (ur. 1946).

### Młodość
Następcą tronu po jej ojcu był jej stryj, a zarazem ojciec chrzestny – Kanut. Ani narodziny Małgorzaty, ani jej dwóch młodszych sióstr – Benedykty i Anny Marii – nie zmieniły tego stanu rzeczy. Z racji tego, że Małgorzata była bardziej popularna od swojego stryja, rozpoczęły się dyskusje nad zmianą zapisów odnośnie do sukcesji, która wprowadzałaby równość płci w dziedziczeniu tronu i umożliwiłaby księżniczce zostanie królową po śmierci jej ojca. Folketinget (duński parlament) zaakceptował zmiany w prawie sukcesyjnym w 1953 roku. 13-letnia wówczas Małgorzata stała się następczynią tronu Danii. Stryj księżniczki, Kanut, nie był z tego powodu zadowolony. W czasie dyskusji nad zmianą zasad sukcesji miał powiedzieć: „Chcę zaprotestować przeciwko takiemu prawu w imieniu własnym i moich synów, którzy nie są jeszcze dorośli”.
W wieku sześciu lat rozpoczęła edukację w szkole podstawowej Zahles, którą ukończyła w 1955 roku. Następnie spędziła rok za granicą w North Foreland Lodge w Hampshire w Wielkiej Brytanii. W 1956 roku ponownie zaczęła uczęszczać do Zahles, gdzie zdała maturę. Po ukończeniu szkoły średniej zdała egzamin z filozofii w 1960 roku na Uniwersytecie Kopenhaskim. Studiowała następnie prehistorię i archeologię w latach 1960–1961 w Girton College na Uniwersytecie Cambridge, politologię w latach 1961–1962 na Uniwersytecie Aarhus i w latach 1962–1963 na Sorbonie i ekonomię w London School of Economics w 1965.
W dniu swoich 18 urodzin, 16 kwietnia 1958, została członkinią rady stanu. Od tego momentu zastępowała ojca, gdy ten był poza krajem lub nie był w stanie wypełniać obowiązków królewskich.

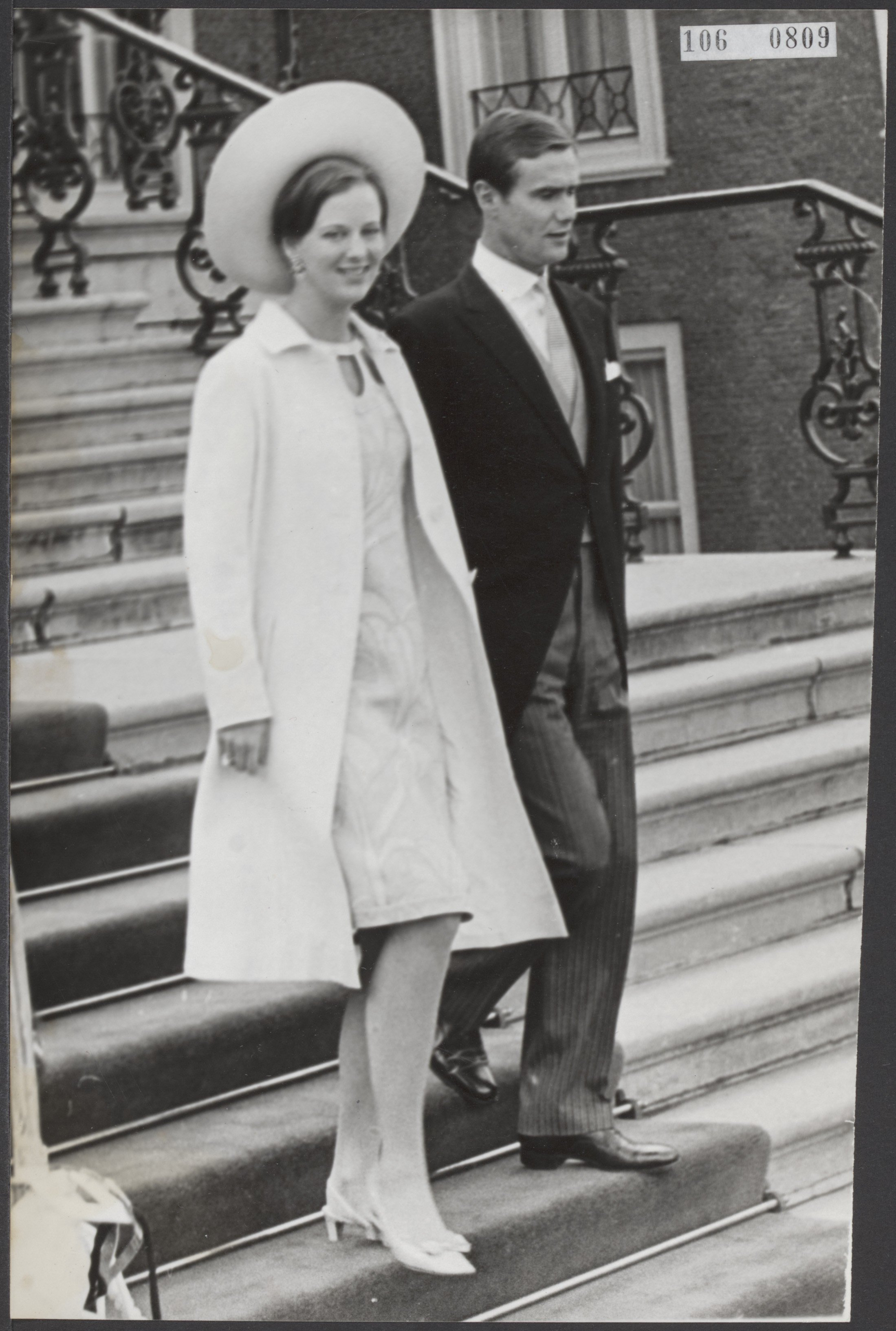
Małgorzata z mężem na chrzcie Wilhelma-Aleksandra, wnuka królowej Holandii, Juliany (1967)

### Królowa Danii

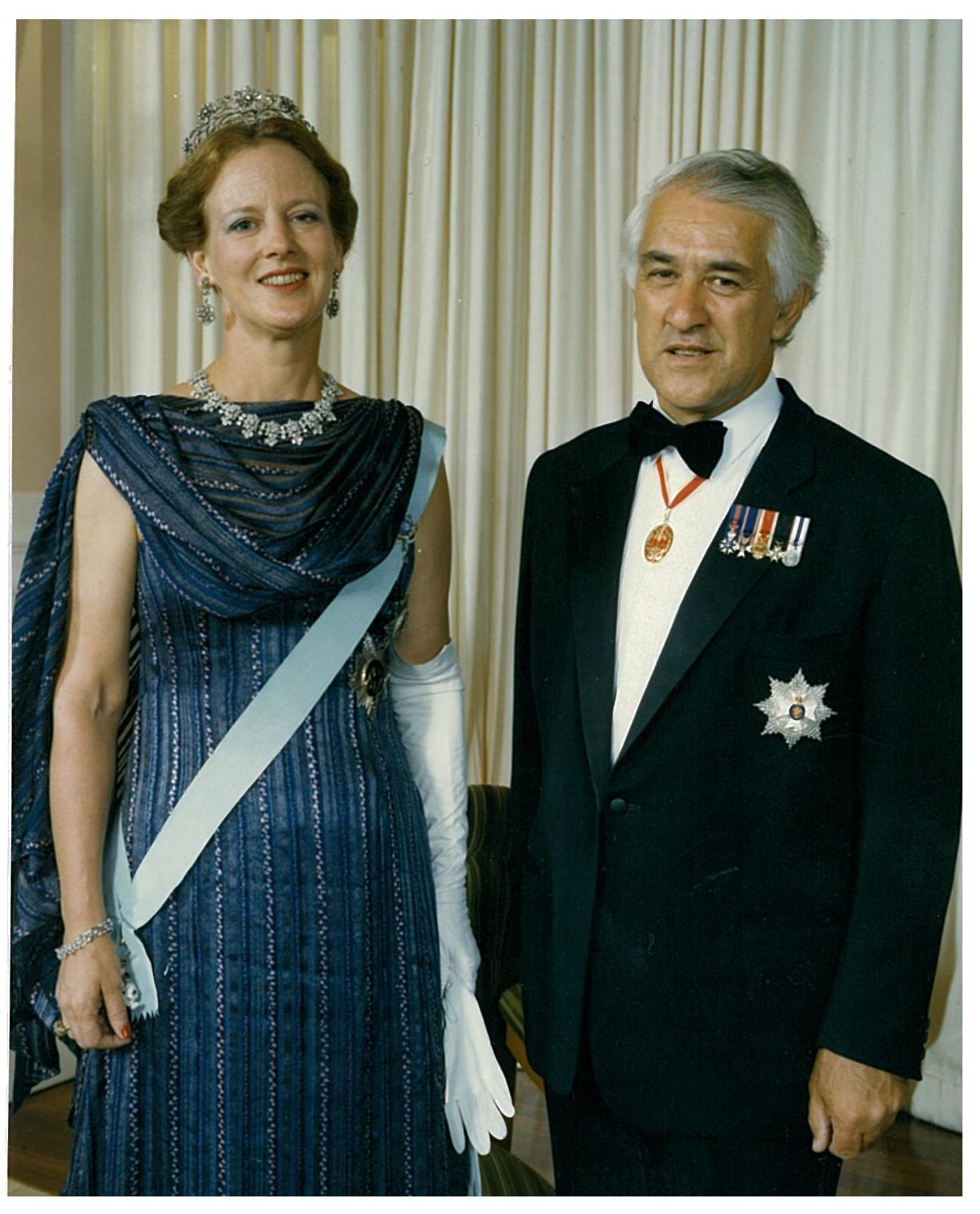
Małgorzata i Paul Reeves w Wellingtonie (1987)

14 stycznia 1972 roku, po śmierci swojego ojca, Fryderyka IX, wstąpiła na tron Danii jako Małgorzata II. Za swoją dewizę przyjęła „Wsparcie Boga, miłość ludu i potęga Danii” (duń. „Guds hjælp, Folkets kærlighed, Danmarks styrke”). Gdy stawała się królową, jedynie 42% społeczeństwa duńskiego popierało utrzymanie monarchii, większość opowiadała się za tym, aby ją znieść i uczynić Danię republiką. Zdając sobie sprawę z niskiego poparcia, w swojej pierwszej mowie nowa monarchini powiedziała: „Mój ukochany ojciec, nasz król, nie żyje. Zadanie, które mój ojciec wykonywał przez prawie dwadzieścia pięć lat, teraz spoczywa na moich barkach. Modlę się do Boga, aby dał mi pomoc i siłę do dźwigania ciężkiego dziedzictwa. Niech zaufanie, którym obdarzył mojego ojca, zostanie udzielone także mnie. Miłość i lojalność, jakie naród duński zawsze okazywał mojemu ojcu, stanowiły fundament jego królewskiej misji. Obym i ja została obdarzona takim zaufaniem, jakie żywiono wobec mego ojca. Usilnie o to proszę. Właśnie to zaufanie umożliwi mi wypełnianie misji królowej Danii. To będzie cel mojego życia i jemu poświęcę wszystkie moje siły”.

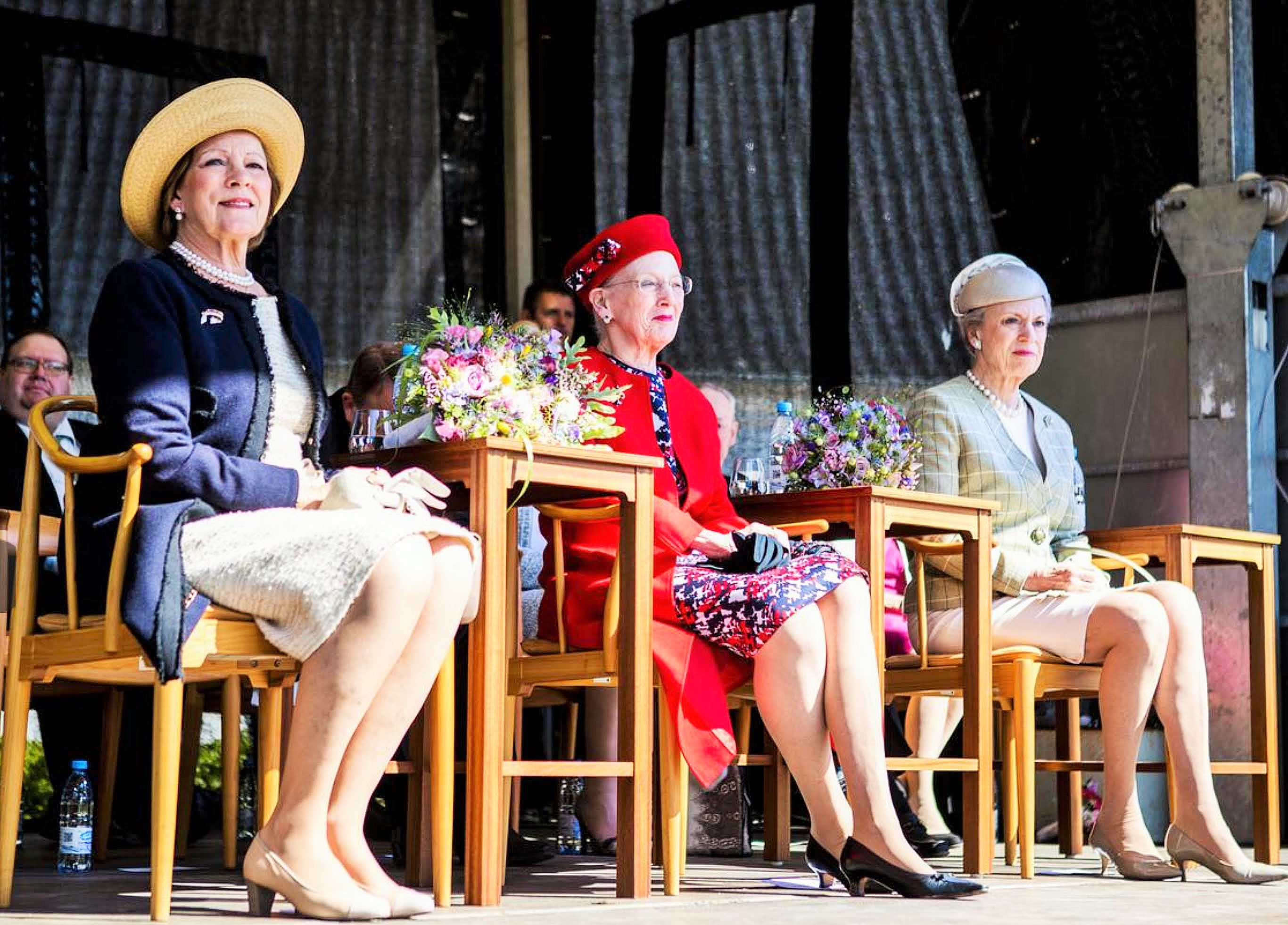
Małgorzata z młodszymi siostrami, Benedyktą i Anną Marią (2018)

Od chwili wstąpienia na tron królowa pełniła głównie funkcje reprezentacyjne, miała jednak pewien wpływ na politykę państwa. Premier Danii miał obowiązek zdawać władczyni relacje na temat stanu państwa. Królowa kreowała głównie wizerunek swego kraju za granicą, spotykając się z głowami innych państw. Małgorzata II miała opinię najbardziej postępowej i nowoczesnej monarchini na świecie. Królowa cieszyła się poparciem ponad 80% społeczeństwa, większość obywateli Danii nie wyobrażało sobie, że mógłby istnieć w tym kraju inny system niż monarchia.
Królowa jest kuzynką króla Szwecji Karola XVI Gustawa i kuzynką drugiego stopnia króla Norwegii Haralda V. Odznaczona jest m.in. Orderem Orła Białego (19 kwietnia 1995).
14 stycznia 2022 roku królowa obchodziła złoty jubileusz swojego wstąpienia na duński tron. W pałacu Amalienborg został zorganizowany uroczysty, kameralny obiad, na którym – oprócz synów Małgorzaty, ich żon i dzieci – pojawiła się również jej siostra, Benedykta. Z tej okazji otwarto również wystawę dotyczącą biżuterii królowej, wyemitowano okolicznościową monetę, wydano nowe znaczki pocztowe i wyemitowano specjalny wywiad z monarchinią. Świętowanie pięćdziesięciolecia panowania Małgorzaty II zostało ograniczone ze względu na trwającą wówczas pandemię Covid-19.
31 grudnia 2023 w swoim przemówieniu noworocznym ogłosiła, iż zamierza abdykować na rzecz swojego syna Fryderyka, 14 stycznia 2024 roku, w 52. rocznicę jej wstąpienia na tron. Tego dnia jej syn objął tron Danii jako Fryderyk X.

### Po abdykacji
Po abdykacji na rzecz syna, zachowała swój tytuł monarszy. Od tego momentu jej pełny tytuł brzmi: Jej Królewska Mość Królowa Małgorzata.

## Małżeństwo i potomstwo

### Małżeństwo
10 czerwca 1967 roku w luterańskim kościele Holmen w Kopenhadze wyszła za mąż za francuskiego dyplomatę, Henryka de Laborde de Monpezata (1934-2018). Mężczyzna przeszedł na luteranizm i uzyskał duńskie obywatelstwo. Po wstąpieniu swojej żony na tron, Henryk otwarcie wyrażał swoje niezadowolenie z faktu, że nie otrzymał tytułu króla, a jedynie – księcia małżonka. „Złości mnie to, że jestem dyskryminowany. Dania, postrzegana jako kraj, w którym broni się równości płci, najwyraźniej uważa, że mężowie są mniej warci niż żony” – skarżył się jeszcze zaledwie trzy lata przed śmiercią, w 2015 roku, na łamach francuskiej gazety „Le Figaro”.

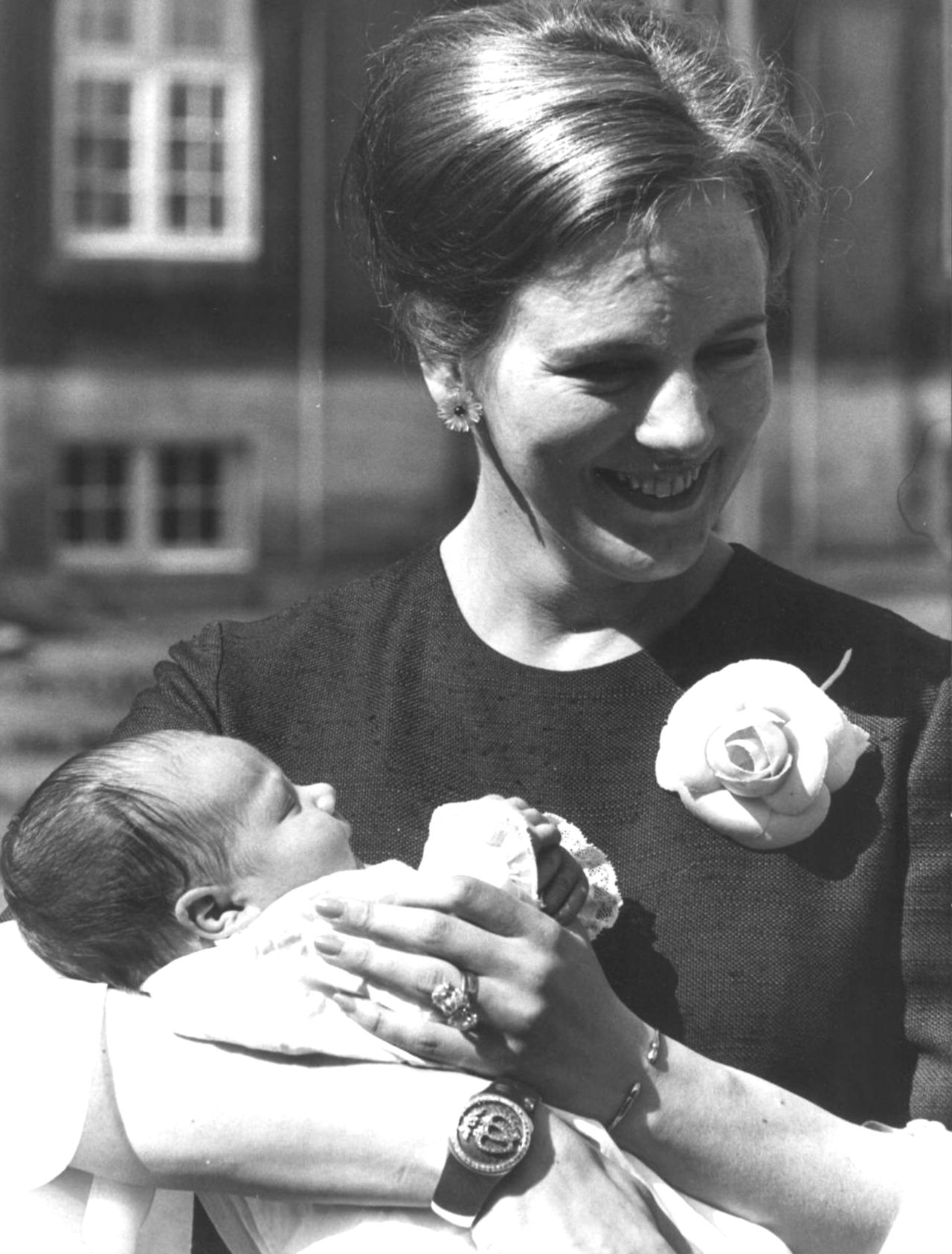
Małgorzata z najstarszym synem, Fryderykiem (1968)

### Potomstwo
Wraz z mężem doczekała się dwóch synów:
- Fryderyk X (duń. Frederik André Henrik Christian; ur. 26 maja 1968) – Król Danii (od 2024 r.). W 2004 roku ożenił się z Marią Donaldson. Mają czworo dzieci – Chrystiana (ur. 2005), Izabelę (ur. 2007), Wincentego (ur. 2011) i Józefinę (ur. 2011).
- Joachim (duń. Joachim Holger Waldemar Christian; ur. 7 czerwca 1969). Dwukrotnie żonaty. W latach 1995–2005 jego żoną była Aleksandra Manley. Ma z nią dwóch synów – Mikołaja (ur. 1999) i Feliksa (ur. 2002). Od 2008 roku jest żonaty z Marią Cavallier, z którą ma dwoje dzieci – Henryka (ur. 2009) i Atenę (ur. 2012).

## Pozostałe informacje
- Pod pseudonimem Ingahild Grathmer stworzyła ilustracje do duńskiego wydania Władcy Pierścieni J.R.R. Tolkiena[45][22].
- W 2012 roku Muzeum Arken w Kopenhadze otworzyło wystawę 130 jej obrazów namalowanych akwarelą[45].
- Jest autorką monogramu wnuczki króla Norwegii, Haralda V, Ingrid Aleksandry. Poinformowano o tym opinię publiczną dopiero w dniu 18. urodzin księżniczki, 21 lutego 2022 roku[46].
- Była autorką scenografii i kostiumów do wielu produkcji[22], m.in. Love in the Skarn Box (2001), Thumbelina (2007) czy The Snow Queen (2019)[45]. W 2021 roku została zatrudniona jako scenograf dla filmu Ehrengard, którego premiera odbyła się w 2023 roku[47].
- W lutym 2022 roku duński reżyser, Peter Flinth, wyjawił, że pomysłodawczynią jego nowego filmu – „Against the Ice” – była królowa Małgorzata[48].

## Tytulatura
- 16 kwietnia 1940 – 17 czerwca 1944: Jej Królewska Wysokość Księżniczka Małgorzata z Danii i Islandii
- 17 czerwca 1944 – 27 marca 1953: Jej Królewska Wysokość Księżniczka Małgorzata z Danii
- 27 marca 1953 – 14 stycznia 1972: Jej Królewska Wysokość Księżna Koronna
- 14 stycznia 1972 – 14 stycznia 2024: Jej Królewska Mość Królowa
- od 14 stycznia 2024: Jej Królewska Mość Królowa Danii Małgorzata

## Odznaczenia
- Wielki Mistrz Orderu Słonia (od 1972, odznaczona w 1947)[49]
- Wielki Mistrz Orderu Danebroga (od 1972 w klasie Wielki Komandor)[49]
- Order Rodziny Królewskiej Fryderyka IX
- Medal Pamiątkowy 100-lecia od Narodzin Króla Fryderyka IX (1999)
- Medal Pamiątkowy 100-lecia od Narodzin Króla Chrystiana X (1970)
- Medal Pamiątkowy Królowej Ingrid (2000)
- Medal Pamiątkowy 50-lecia od Przybycia Królowej Ingrid do Danii (1985)
- Odznaka Zasługi Gwardii
- Odznaka Długoletniej Służby za 25 lat w Gwardii
- Odznaka Honorowa Związku Obrony Cywilnej
- Odznaka Honorowa Zrzeszenia Oficerów Rezerwy
- Medal Zasługi Grenlandzkiego Samorządu „Nersornaat”
- Krzyż Wielki Orderu Wyzwoliciela San Martina (Argentyna)
- Order Odrodzenia Króla Hamada (Bahrajn)[50]
- Wielka Wstęga Orderu Leopolda (Belgia)
- Wielki Łańcuch Orderu Krzyża Południa (Brazylia)
- Order Podwiązki (1979, Wielka Brytania)
- Krzyż Wielki Orderu Królewskiego Wiktoriańskiego (1974, Wielka Brytania)
- Królewski Łańcuch Wiktoriański (Wielka Brytania)[51]
- Order Stara Płanina I Klasy na Wstędze (2006, Bułgaria)
- Krzyż Wielki Orderu Zasługi (Chile)
- Krzyż Wielki z Łańcuchem Orderu Krzyża Ziemi Maryjnej (1995, Estonia)[52]
- Order Al-Kamal I Klasy (Zjednoczone Emiraty Arabskie)[50]
- Łańcuch Orderu Nilu (Egipt)
- Krzyż Wielki na Łańcuchu Orderu Białej Róży (1958, Finlandia)[53]
- Krzyż Wielki Legii Honorowej (Francja)
- Krzyż Wielki Orderu Zbawiciela (1964, Grecja)
- Order św. Olgi i św. Zofii I Klasy (1964, Grecja)
- Order Plejad II klasy (Iran)
- Krzyż Wielki na Łańcuchu Orderu Sokoła (Islandia)
- Krzyż Wielki Orderu Zasługi Republiki (1966, Włochy)[54]
- Krzyż Wielki Udekorowany Wielką Wstęgą Orderu Zasługi Republiki (1977, Włochy)[55]
- Wielka Wstęga Orderu Skarbu Korony (Japonia)
- Łańcuch Orderu Chryzantemy (Japonia)
- Order Al-Husajna Ibn Alego (Jordania)
- Order Jugosłowiańskiej Wielkiej Gwiazdy (Jugosławia)
- Wielki Order Mugunghwa (2011, Korea Południowa)
- Krzyż Wielki na Łańcuchu Orderu Trzech Gwiazd (Łotwa)
- Wielki Krzyż Orderu Witolda Wielkiego (Litwa)
- Order Domowy Nassauski Lwa Złotego (Luksemburg)
- Wielka Wstęga Orderu Alawitów z łańcuchem (Maroko)[50]
- Krzyż Wielki na Łańcuchu Orderu Orła Azteckiego (Meksyk)[50]
- Krzyż Wielki Orderu Lwa Niderlandzkiego (Holandia)
- Order Pratap Bhaskara (1989, Nepal)
- Krzyż Wielki na Łańcuchu Orderu Świętego Olafa (1958, Norwegia)
- Medal Jubileuszowy Króla Olafa V 1957-82 (Norwegia)
- Order Orła Białego (1995, Polska)[56]
- Krzyż Wielki Orderu Zasługi Rzeczypospolitej Polskiej (1993, Polska)[57]
- Krzyż Wielki na Łańcuchu Orderu Infanta Henryka (1984, Portugalia)
- Krzyż Wielki na Łańcuchu Orderu Świętego Jakuba od Miecza (1992, Portugalia)
- Krzyż Wielki na Łańcuchu Orderu Gwiazdy Rumunii (2000, Rumunia)
- Łańcuch Orderu Abd al-Aziza ibn Sauda (Arabia Saudyjska)
- Order Podwójnego Białego Krzyża (2012, Słowacja)
- Złoty Order Wolności Republiki Słowenii (2001, Słowenia)[58]
- Order Złotego Runa (1985, Hiszpania)
- Krzyż Wielki na Łańcuchu Orderu Karola III (1980, Hiszpania)
- Order Królewski Serafinów (1958, Szwecja)
- Odznaka Pamiątkowa 75-lecia Urodzin Króla Karola XVI Gustawa (Szwecja)
- Odznaka Jubileuszowa 40-lecia Króla Karola XVI Gustawa (1996, Szwecja)
- Medal Pamiątkowy 85-lecia Urodzin Króla Gustawa VI Adolfa (2013, Szwecja)
- Krzyż Wielki na Łańcuchu Orderu Dobrej Nadziei (1996, RPA)
- Łańcuch Orderu Maha Chakri (Tajlandia)
- Order Rajamitrabhorn (2002, Tajlandia)
- Stopień Specjalny Krzyża Wielkiego Orderu Zasługi RFN (Niemcy)
- Wielka Gwiazda Odznaki Honorowej za Zasługi dla Republiki (1964, Austria)
- Wielki Order Króla Tomisława (Chorwacja, 2014)[59]

## Genealogia
| Prapradziadkowie                     | Król Danii Chrystian IX Glücksburg (1818–1906) ∞1842 Luiza Hessen-Kassel (1817–1898)                       | Król Szwecji i Norwegii Karol XV Bernadotte (1826–1872) ∞1851 Ludwika Orańska (1828–1871)                  | Wielki Książę Fryderyk Franciszek II Mecklenburg-Schwerin (1823–1883) ∞1849 Augusta Reuß zu Schleiz-Köstritz (1822–1862) | Wielki Książę Michał Mikołajewicz Romanow (1832–1909) ∞1875 Cecylia Badeńska (1839–1891)                                | Król Szwecji i Norwegii Oskar II Bernadotte (1829–1907) ∞1857 Zofia Wilhelmina Nassau (1836–1913) | Fryderyk I Badeński (1826–1907) ∞1856 Ludwika Maria Hohenzollern (1836–1923)      | Albert, ks. Saksonii-Koburga-Gothy (1819–1861) ∞ 1840 Królowa Wielkiej Brytanii Wiktoria Hanowerska (1819–1901) | Fryderyk Hohenzollern (1828–1885) ∞1854 Maria Anna Anhalt-Dessau (1837–1906)      |
| Pradziadkowie                        | Król Danii Fryderyk VIII Glücksburg (1843–1912) ∞1869 Luiza Bernadotte (1851–1926)                         | Król Danii Fryderyk VIII Glücksburg (1843–1912) ∞1869 Luiza Bernadotte (1851–1926)                         | Wielki książę Fryderyk Franciszek III Mecklenburg-Schwerin (1851–1897) ∞1879 Anastazja Michajłowna Romanowa (1860–1922)  | Wielki książę Fryderyk Franciszek III Mecklenburg-Schwerin (1851–1897) ∞1879 Anastazja Michajłowna Romanowa (1860–1922) | Król Szwecji Gustaw V Bernadotte (1858–1950) ∞1881 Wiktoria Badeńska (1862–1930)                  | Król Szwecji Gustaw V Bernadotte (1858–1950) ∞1881 Wiktoria Badeńska (1862–1930)  | Artur Koburg (1850–1942) ∞1879 Luiza Hohenzollern (1860–1917)                                                   | Artur Koburg (1850–1942) ∞1879 Luiza Hohenzollern (1860–1917)                     |
| Dziadkowie                           | Król Danii i Islandii Chrystian X Glücksburg (1870–1947) ∞1898 Aleksandra Mecklenburg-Schwerin (1879–1952) | Król Danii i Islandii Chrystian X Glücksburg (1870–1947) ∞1898 Aleksandra Mecklenburg-Schwerin (1879–1952) | Król Danii i Islandii Chrystian X Glücksburg (1870–1947) ∞1898 Aleksandra Mecklenburg-Schwerin (1879–1952)               | Król Danii i Islandii Chrystian X Glücksburg (1870–1947) ∞1898 Aleksandra Mecklenburg-Schwerin (1879–1952)              | Król Szwecji Gustaw VI Adolf (1882–1972) ∞1905 Małgorzata Koburg (1882–1920)                      | Król Szwecji Gustaw VI Adolf (1882–1972) ∞1905 Małgorzata Koburg (1882–1920)      | Król Szwecji Gustaw VI Adolf (1882–1972) ∞1905 Małgorzata Koburg (1882–1920)                                    | Król Szwecji Gustaw VI Adolf (1882–1972) ∞1905 Małgorzata Koburg (1882–1920)      |
| Rodzice                              | Król Danii Fryderyk IX Glücksburg (1899–1972) ∞1935 Ingrid Bernadotte (1910–2000)                          | Król Danii Fryderyk IX Glücksburg (1899–1972) ∞1935 Ingrid Bernadotte (1910–2000)                          | Król Danii Fryderyk IX Glücksburg (1899–1972) ∞1935 Ingrid Bernadotte (1910–2000)                                        | Król Danii Fryderyk IX Glücksburg (1899–1972) ∞1935 Ingrid Bernadotte (1910–2000)                                       | Król Danii Fryderyk IX Glücksburg (1899–1972) ∞1935 Ingrid Bernadotte (1910–2000)                 | Król Danii Fryderyk IX Glücksburg (1899–1972) ∞1935 Ingrid Bernadotte (1910–2000) | Król Danii Fryderyk IX Glücksburg (1899–1972) ∞1935 Ingrid Bernadotte (1910–2000)                               | Król Danii Fryderyk IX Glücksburg (1899–1972) ∞1935 Ingrid Bernadotte (1910–2000) |
| Małgorzata II (ur. 16 kwietnia 1940) | | | | |                                                                                                   |                                                                                   | |                                                                                   |